# Frans kenteken

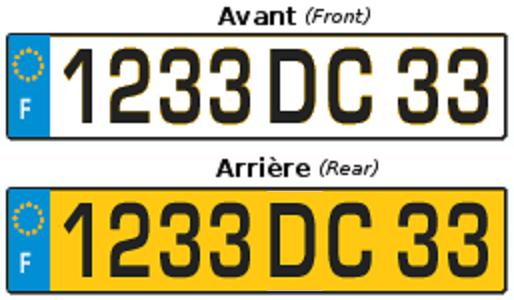
Tot 15 april 2009

Een Frans kenteken wordt afgegeven door de prefectuur van het departement waarin de houder woont. 
De kentekennummers worden net als in Nederland op volgorde toegekend.  
Het Franse kenteken wordt voor de gehele levensduur van het voertuig toegekend. Vanaf de eerste keer dat de auto in gebruik wordt genomen tot aan zijn vernietiging. De eigenaar kan, waar hij ook woont, zijn voertuig overal in Frankrijk bij een erkende professional in de autobranche laten registreren. Bij het voldoen van de aanschafbelasting zal een voorlopig kentekenbewijs worden afgegeven met het definitieve kenteken erop vermeld. Dit voorlopige kentekenbewijs is één maand geldig en maakt het mogelijk het voertuig meteen te gebruiken. De eigenaar zal vervolgens binnen een week de definitieve carte grise per post ontvangen.
In geval van verhuizing naar een ander departement of bij de aankoop van een tweedehands voertuig dat reeds in het systeem geregistreerd is, heeft de eigenaar, anders dan eerder het geval was, niet meer de plicht een nieuw kenteken aan te vragen.

## Kentekenplaten

### Oude notatie

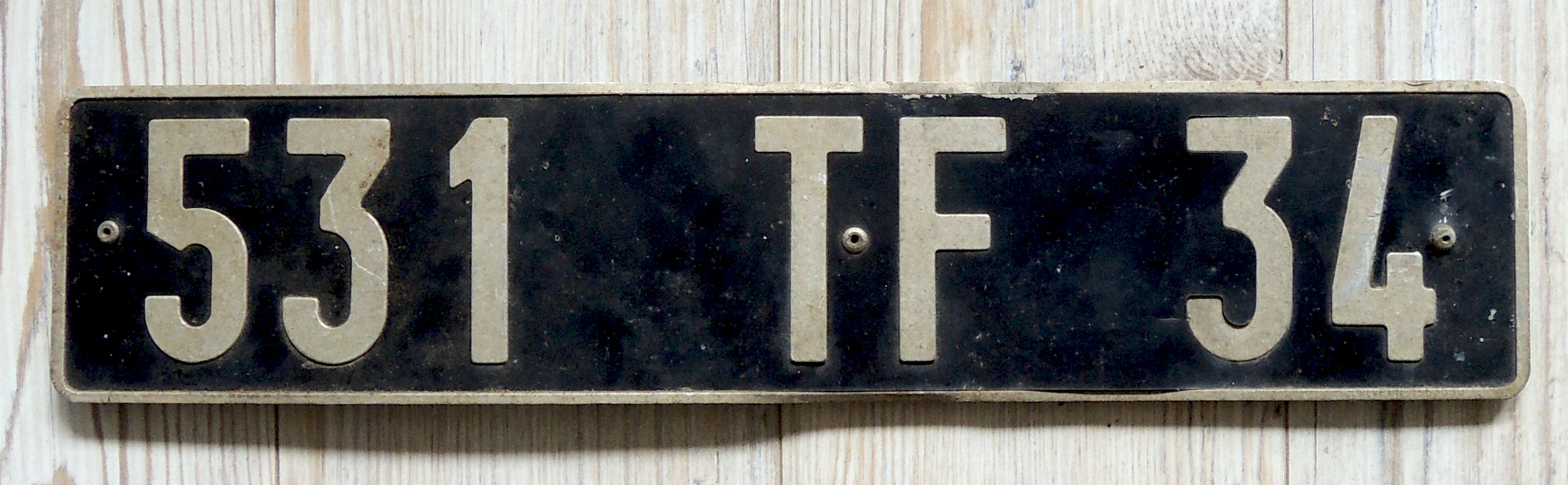
Een oude Franse kentekenplaat uit departement Hérault (34) in oude notatie.

Frankrijk kent al sinds 1901 een systeem van autokentekens. In 1950 kwam er een verwijzing naar het departement. Het kenteken was zwart met wit opschrift. Vaak waren er geen aparte kentekenplaten maar werd het kenteken direct op de carrosserie geschilderd. Franse autofabrikanten zorgden bij de productie reeds voor een zwarte achtergrond. Het kenteken bestond uit een volgnummer van maximaal vier cijfers, een, twee of drie letters en de (meestal 2-cijferige) code van het departement waarin het kenteken is afgegeven. Het kenteken bleef bij de wagen horen zolang de huidige of nieuwe eigenaar in hetzelfde departement woonde.
In 1993 werden reflecterende platen ingevoerd, geel voor aan de achterzijde van de wagen en wit voor de voorzijde. De karakters werden zwart. In 2004 kwam daar dan ook nog het EU-logo bij.

### Nieuwe notatie

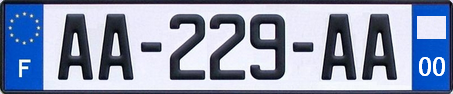
Voorbeeld van nieuwe notatie

Sinds 15 april 2009 zijn de platen zowel vooraan als achteraan wit. Zoals gewoonlijk in Europese landen zit er aan de linkerkant een blauw stukje waarop de landcode te zien is met daarboven het logo van de Europese Unie. Het kenteken bestaat uit twee letters, drie cijfers, twee letters. De kentekenplaat heeft niet alleen de landcode aan de linkerkant, maar ook aan de rechterkant een blauwe strip met de code van het departement en daarboven het logo van de regio waarin het departement gelegen is. De code van het departement hoeft niet overeen te komen met de woonplaats van de eigenaar maar de meeste Fransen kiezen wel voor hun eigen departement.

## Afwijkende kentekenplaten
Rode kentekenplaten met witte letters en cijfers, zijn tijdelijke kentekenplaten, de zogenoemde "Transit Temporaire". Dit zijn auto's die in Frankrijk geregistreerd staan, maar vrijgesteld zijn van belasting omdat deze auto's voor de export bestemd zijn.

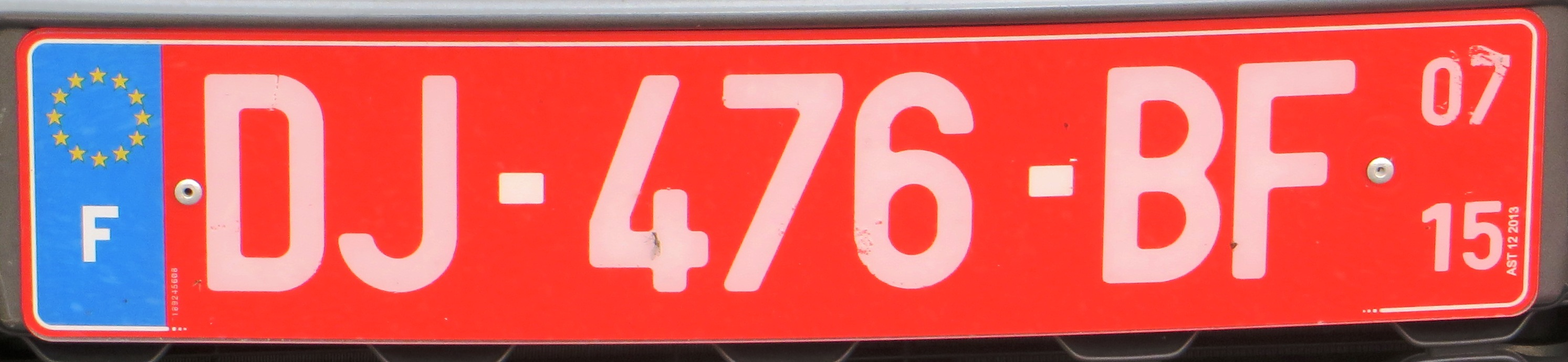
Tijdelijke plaat

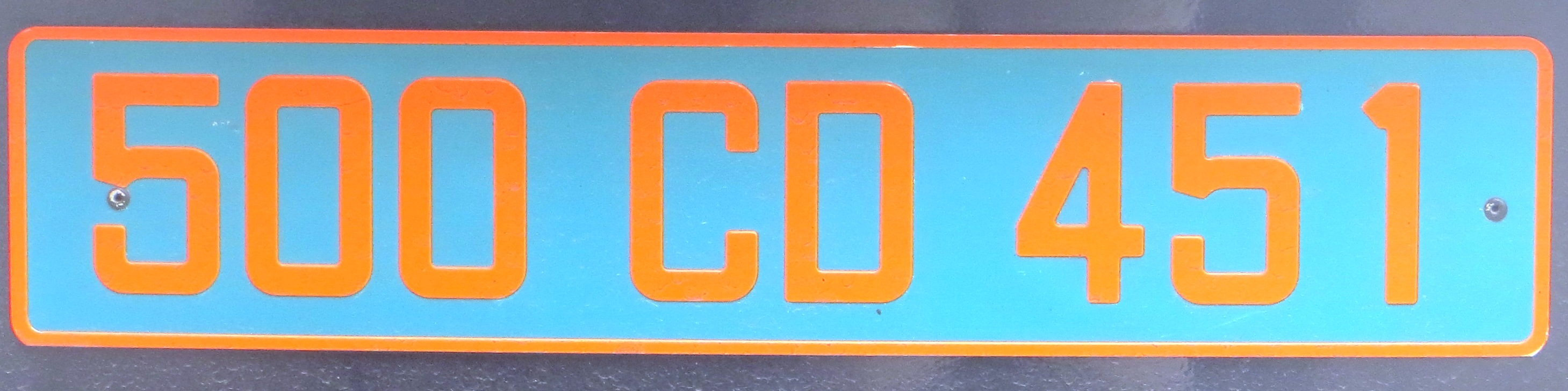
CD-plaat voor auto's van het corps diplomatique, ambassadeurs en andere diplomaten